# 光州事件
光州事件（こうしゅうじけん、クァンジュじけん）は、1980年5月18日から27日にかけて大韓民国の全羅南道の道庁所在地だった光州市（現在の光州広域市）を中心に発生した市民による軍事政権に対する民主化要求の蜂起である。
第二次大戦後の1948年建国以降に発生した、済州島四・三事件や保導連盟事件と同様に、韓国軍が自国民を大量虐殺した事件の一つであり、軍による一斉射撃などで一般市民に多数の死者を出した。この事件では、市民側の目的である民主化達成と軍事政権を倒すことはできなかったが、7年後、1987年に軍事政権側が6・29民主化宣言を出し、言論の自由と大統領の直接選挙を認めた。

## 概要

### 前史
1979年、朴正熙大統領の暗殺後、戒厳令下でありながらも「ソウルの春」と呼ばれる民主化ムードが続いていた。しかし、軍部では維新体制の転換を目指す上層部と、朴正煕に引き立てられた中堅幹部勢力「ハナフェ（ハナ会・一心会）」との対立が表面化した。
1979年12月12日、ハナフェの中心人物である保安司令官全斗煥陸軍少将が、戒厳司令官の鄭昇和陸軍参謀総長を朴正煕暗殺事件の共犯容疑で逮捕し、ハナフェを中心とした「新軍部」が軍の実権を掌握した（粛軍クーデター）。朴正煕の後任の大統領となった崔圭夏は大統領代行就任直後より早期の憲法改正と民主化を約していたが、就任直後で軍部を掌握できなかったためにこれを黙認せざるを得なかった。
粛軍クーデター後も全国各地で反軍部民主化要求のデモが続き、1980年5月7日、金大中、尹潽善、咸錫憲を共同議長とする「民主主義と民族統一のための国民連合」が民主化促進国民宣言を発表。学生デモ支持を表明した。

### 1980年5月17日以降
1980年5月17日深夜24時、全斗煥率いる新軍部は全国に戒厳令を拡大し（5・17非常戒厳令拡大措置）、民主派勢力である有力な野党指導者の金大中や宗教指導者ばかりか、旧軍部・保守派を代弁する政治家で執権の見込みのある金鍾泌は不正蓄財の疑いを理由にする等、26人を逮捕拘束した。それまで済州島のみ戒厳令の対象から外れていたが戒厳令を全国に拡大し済州島も対象となることになったが、とくに済州島で特段のことがあったわけではなく、単に民主派勢力弾圧のアクションを起こす契機とするためとみられている。
5月18日、光州市では民主派勢力関係者の逮捕に抗議する学生や市民によるデモが起き、デモ鎮圧を命じられた軍の空挺部隊が大学を封鎖、抗議する学生と空挺部隊の衝突が起きた。その後、軍部隊・機動隊の鎮圧活動は次第にエスカレートし、鎮圧棒による暴力や一斉射撃などの残虐行為を繰り返し行い、射殺された市民が多数出たため、デモ参加者は約20万人にまで増え、木浦をはじめ全羅南道一帯に拡大していくことになる。当時、光州市は人口73万人で、これはほぼ全市をあげての決起活動であったことを意味する。これほどの規模になったことについて、全羅道が東学党の乱にみられるように反中央の伝統が強い土地柄であったこと、全羅道出身のイメージが強く同地での支持が高かった金大中が逮捕されたことを挙げる説明も多いが、その主たる原因は、初日18日の軍が発砲までした弾圧が激しく市民の憤激をかったとする意見が強い。当時、輸出機械の据付のため現地取引先に行って事件に遭遇、のちに徒歩で脱出に成功した日本人技術者は、彼がたまたま見かけたものだけでも、取引先企業の寮の近くで十数人が射殺されたこと、なかには足を撃ち抜かれて呻いてる者のこめかみに銃口を押し当てて射殺したり、子を抱いた母親に発砲している兵士さえいたことを語っている。光州でのデモ鎮圧に動員された特殊戦司令部空挺部隊は韓国軍最強と喧伝される特殊部隊であったが、昨年戒厳令発動以来ほぼ毎日過酷な「忠正訓練」（暴動鎮圧を特化する訓練項目）を課せられた上で暴動対処などの危険な任務に動員され、こき使われた上碌な休息も取ることができなかったため、その鬱憤もほぼ限界に達し一層暴力に走りやすく状態になっていたほどの有り様である。また、その将兵たち自体も慶尚道出身者が多く、彼らは全羅道住民・出身者に強い地域対立感情を抱いていたとされる。そのほか、軍は、全羅道人は掃滅すると嘯く慶尚道出身軍人がいるという話が光州で流れているがこれはデマだと、主張・発表する事態となっている。
また、19日にはデモにそれまでの学生だけでなく市民が加わっていった。20日夜、光州駅前広場で軍の発砲によって2人の市民が死亡。この事件によって、デモ参加者数はさらに膨れ上がる。21日、午前2時には光州と外部との電話は遮断され、光州と他都市を行き来する長距離バスは朝から停止された。市民・学生らの代表とみられる委員会の数名の委員が戒厳軍側と交渉したが、妥結はならなかった。全羅南道道庁前で開かれた集会に2万人が参加、市民らはバスやタクシーを路上に並べてバリケードを築き、その前や車上に人垣を作り、軍のそれ以上の進入を阻止しようとした。同日午後1時頃、国歌「愛国歌」を歌って思いをアピールしていた市民らに軍は何の前触れもなく無差別発砲を行った。これが光州事件最大の虐殺事件であったとみられる。この事態を受け市民らは激昂、角材や鉄パイプ、火炎瓶などで応戦したほか、郷土予備軍の武器庫や軍需工場から武器を奪取し武装して対抗、軍との銃撃戦で少なくとも54人が死亡したほか、500人以上が負傷した末に全羅南道道庁を占領し、戒厳軍を一時的に市外に後退させたが、戒厳軍は光州市を包囲、山道まで道路を封鎖、通信遮断を続けた。
韓国政府は抵抗する光州市民を「スパイに扇動された暴徒」であるとした。政府による情報統制の中、韓国メディアはこの状況を光州で単に暴動が起きているものとして報道、ニュースでは政府関係者の談話が繰り返し伝えられるだけであった。一方、海外メディアは、ニューヨーク・タイムズのヘンリー・スコット・ストークス東京支局長を始めとして、金大中は「処刑されるべきではない」との社説を掲げ「民主化運動の闘士」であるとの後押しを行った。また、ドイツ公共放送（ARD）東京在住特派員であった西ドイツ人記者ユルゲン・ヒンツペーターが事件を報道した。
市民たちは武器を手に入れると韓国軍を相手に銃撃戦を行い、全羅南道道庁を占領した。指導部は闘争派と協商派に分かれて分裂した。5月26日、市民軍は記者会見でアメリカが介入すれば流血事態は阻止できると主張するとともに、同志は死ぬ準備が出来ていると発表した。結局、一部闘争派を残して自主武装解除を行い、この情報から市民に占拠された全羅南道庁に対する鎮圧命令が下った。5月27日未明、ヘリや戦車も動員して掃討作戦が開始され、抵抗する者は射殺するよう命令が出ていたともされる。同日、市民軍の先頭に立って武器倉庫を攻撃したユン・サンウォンらが射殺されたが、韓国軍・警察隊も死傷者を出しながら鎮圧作戦は終了した。
最終的な犠牲者の数について、軍側は144人が死亡したと発表したが（1980年5月31日戒厳軍司令官発表）、多数の行方不明者が出ており、密殺される等の形で実際の死者数はその何倍にも上ると市民側からは主張されている。光州市に投入された総兵力数は2万5千人に上った。1980年9月17日、金大中に死刑判決が下された。 
当時、事件は「北朝鮮の扇動による暴動」とされたが、粘り強い真相究明の動きの結果、1997年に国の記念日となり、2001年には事件関係者を民主化有功者とする法律が制定。韓国の近代史でもっとも大きな事件の一つ、かつ韓国における民主主義の分岐点となった1987年6月の6月民主抗争の原動力となった。
2004年1月29日、内乱陰謀で死刑判決が下された金大中に対し無罪が宣告された（後述）。

### 2010年代以降の動き
2010年代においても韓国では当時の韓国政府と同様に北朝鮮の関与があったとする複数の報道がなされ、それに対する非難の声も多く上がった（後述）。しかし、2017年1月に機密解除されたアメリカ中央情報局（CIA）の機密文書では北朝鮮の関与を否定するなど、事件の原因について対立する説がなされている。
2011年5月25日、「光州事件の記録文書（The documents of the Gwangju Uprising）」がユネスコの世界の記憶に登録された。当時の文書や写真、映像、口述資料など数万点が含まれる。
2015年8月、金大中を当時支持していた元ニューヨークタイムズ東京支局長のヘンリー・S・ストークスは、産経新聞の取材に対し、「光州事件は金大中が起こした自作自演の『暴動』」「大統領になることを狙って暴動を仕掛けた」と述べた。
2017年8月、ドイツ公共放送連盟東京特派員のユルゲン・ヒンツペーターらをモデルにして事件を描いた韓国映画『タクシー運転手 約束は海を越えて』が公開。大ヒットを記録し、同年に最も多く観られた韓国映画となった。
2021年5月27日、朝日新聞は、同紙の大阪本社写真部員と社会部員の2名の記者が事件当時、光州で撮影したカラー写真を含む写真フィルムが大量に見つかったと報じた。

## 後の民主化への影響

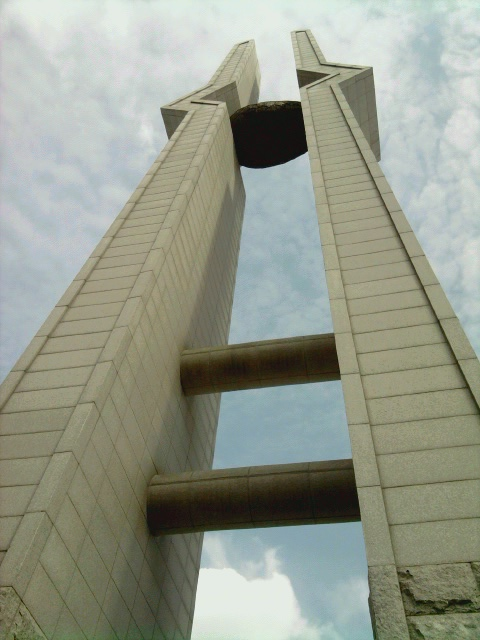
5.18民衆抗争追慕塔

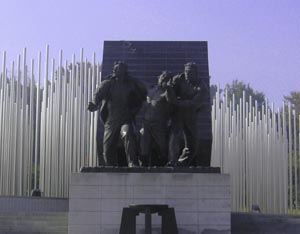
5.18記念公園に立つ祈念碑

当時の韓国国内では、全斗煥が司令官を務める保安司令部がマスコミなどの情報も全て統制していたため、光州事件の実態について国民に説明される事はなかった。しかし光州市民らによって徐々にその悲惨な実態が明るみに出るにつれ、反独裁民主化運動の理念的基礎となっていった。この時期の民主化運動世代は光州世代とも呼ばれ、彼らの活動にも大きな影響を及ぼしている。この流れは、大統領直接選挙制を求めた大規模な民主化運動である六月抗争（1987年）に繋がっている。
また全斗煥や盧泰愚など、運動を弾圧した新軍部勢力の中心人物の多くが慶尚道出身であったため、全羅道における反慶尚道感情が強化され、民主化後の韓国政治を左右する地域対立を悪化させる一因となったことを指摘する声もある。
事件中、韓国軍の作戦統制権を持っていた在韓米軍のジョン・A・ウィッカム司令官が韓国軍部隊の光州投入を承認し、アメリカ政府も秩序維持を理由にこれを黙認したため、アメリカへの批判が起こり、韓国人の対米観が大きく見直されることとなった。
盧泰愚大統領の時代には、事件当時の鎮圧軍司令官たちを追及する聴聞会が開かれた。また「光州民主化運動関連者補償等に関する法律」が制定され、犠牲者・負傷者に対する補償金が支給された。
金泳三大統領は就任後に、光州事件を「五・一八民主化運動」と規定する談話を発表し、各種記念事業の実施を宣言した。1995年には韓国国会で「五・一八民主化運動等に関する特別法」（五・一八特別法）及び「憲政秩序破壊犯罪の時効等に関する特別法」が可決され、光州事件及び軍事反乱などに対する公訴時効を停止した。1997年4月、大法院はこの特別法を根拠として、全斗煥元大統領と盧泰愚前大統領に実刑判決及び追徴金を宣告した（同年12月に金大中大統領の特別赦免により釈放）。
金泳三、金大中、盧武鉉とつづく文民政権で、光州は民主化運動の国家的聖地となった。現在、光州市内には5・18記念墓地、5・18記念公園など民主化運動を記念する施設や記念碑等が、市内のあちこちに点在している。しかし李明博は大統領就任直後に行なわれた2008年度の記念式典こそ出席したものの、2009年以降の慰霊祭には出席していない。
2004年1月29日、ソウル高等法院刑事3部で開かれた宣告公判にて裁判部は1980年に内乱陰謀で死刑判決が下された金大中に対し無罪を宣告した。裁判部は「被告人の内乱陰謀事件は、全斗煥などの憲政秩序破壊犯行を阻止したり、反対したことで、憲法の存立と憲政秩序を守護するための正当な行為だとするものであるため、再審継続部分は刑法第20条によって、無罪を宣告する」ことを明らかにした。判決を受け、金大中は裁判部の迅速かつ公正な対応に感謝を述べると共に、5・17非常戒厳令拡大措置について「新軍部の反民主的な行動でした」とし「新軍部に反旗をした（私の）行動に対して無罪を決定してくれた事は、国民と歴史が勝利するという事を改めて悟るようにしてくれた」「自由な司法部と独立した司法部が健在しなければならず、このような間違った裁判がわが国で二度と起こらないようにしてくれることを願う」とする旨のコメントを述べた。
2017年5月18日、自身も光州事件経験者である文在寅大統領は、5.18民主化運動37周年記念式における演説で、「文在寅政府は光州民主化運動の延長線上に立っています。」「新政府は5.18民主化運動とろうそく革命の精神を仰ぎ、この地の民主主義を完全に復元します。光州の英霊たちが心安らかに休めるよう成熟した民主主義の花を咲かせます。」「光州精神を憲法に継承する真の民主共和国時代を開きます。」「5.18精神を憲法前文に含める改憲を完了できるようこの場を借りて国会の協力と国民の皆様の同意を丁重に要請します。」と述べた。また、大統領選挙活動中、憲法前文に光州事件の民主化運動の精神を盛り込むことを公約していた。
2020年5月17日、「ソウル駅回軍」に参加したため、5月18日当日に清涼里警察署に収監されていた文在寅大統領は光州文化放送のインタビューで、「当時の学生会長団の決定を非難する考えは全くないが、ソウルの大学生たちが民主化を要求する大々的な集会を行うことで、軍が投入される口実を提供したが、決定的な時に退却する決定を下したことにより、光州市民は本当に孤立して戒厳軍に立ち向かうことになった」と、いまだに大きな罪悪感を抱いていることを述べた。なお、当時に「ソウル駅回軍」に参加し、のちに政治家になったのは文大統領以外に、柳時敏（当時はソウル大学総学生会代議員議長）や沈在哲（当時はソウル大総学生会長）などがいる。

## タイムライン
1979年
- 10月26日、朴正煕大統領が金載圭中央情報部長に暗殺される（朴正煕暗殺事件）。
- 10月27日、崔圭夏国務総理が大統領権限代行に就く。済州島を除く全国に非常戒厳令を宣布。
- 12月6日、崔圭夏国務総理が統一主体国民会議の代議員選挙により第10代大統領に選出。
- 12月12日、全斗煥保安司令官が本部長を務める戒厳司令部合同捜査本部が、戒厳司令官である鄭昇和陸軍参謀総長を逮捕。また、全斗煥を中心とした軍内秘密結社「ハナフェ」のメンバーが指揮する部隊が、陸軍特殊戦司令部、陸軍本部及び国防部を襲撃し、国防部長官の盧載鉉を拘束する。盧長官は全斗煥の圧力に屈して鄭総長の逮捕を決裁し、軍部に疎かった崔圭夏大統領が事態を収拾するためこれを裁可したことで、全斗煥とハナフェを中心とした「新軍部」が韓国軍全軍を掌握する（粛軍クーデター）。

1980年
- 4月14日、全斗煥が保安司令官在職のまま中央情報部長を兼任。
- 4月中旬、労働者と学生の民主化要求デモが激しさを増す。
- 5月14日、ソウルで5万の学生が戒厳令の解除と早期改憲を求めてデモ。
- 5月15日、10万の学生がソウル駅前に集結するが市民の呼応が少なく、学生指導部は当局に学生の意思が伝わったとして大学に戻る決定を行う（ソウル駅回軍）。
- 5月16日、光州市で5万の学生・市民が参加し「民族民主化聖会のためのたいまつ大会」（民主大聖会）が行われる。
- 5月17日、戒厳司令部が非常戒厳令を済州島を含む全国に拡大（5・17非常戒厳令拡大措置）。
- 5月18日、戒厳司令部が金大中、文益煥、金鍾泌、李厚洛など有力政治家・宗教人26人を騒擾の背後操縦や不正蓄財の嫌疑で逮捕し、金泳三を自宅軟禁した。政治活動の停止、言論・出版・放送などの事前検閲、大学の休校などを盛り込んだ戒厳布告を発表。
- 同日未明、光州市の全南大学と朝鮮大学に陸軍第七空挺旅団の三三大隊と三五大隊が配置される。朝、全南大学の校門前でこの空挺部隊と学生が衝突。排除された学生は光州駅前で体勢を立て直して錦南路をデモ行進し、機動隊と衝突。午後、空挺部隊が市内各所に投入され学生を鎮圧。400人以上の学生が連行され、80人が負傷。
- 5月19日、陸軍第十一空挺旅団が急派される。デモの主体は市民に変わり、角材、鉄パイプ、火炎瓶などを使用して対抗。
- 5月20日、群集は20万人以上に膨れ上がり、対峙した軍・警察は3万人、（戒厳軍の声明を伝えていた）MBC光州文化放送の社屋がデモ隊によって放火された。バスやタクシーを倒してバリケードを築くなど、陸軍部隊との市街戦の様相を呈した。
- 5月21日、市民は亜細亜自動車（現・起亜光州工場）や、軍需関係工場、予備軍の武器庫を襲撃して、装甲車などの車両や銃器やTNT爆薬なども奪取し、全羅南道庁を占拠した。光州での惨状を知らせるため、市外に向かうデモ隊の一部が、その途中にあった光州刑務所の戒厳軍から刑務所奪取だと誤認され、銃撃をうけた。軍は一時撤退した後、光州市と外部の鉄道、道路及び通信回線を遮断した。
- 5月22日、陸軍部隊が光州市の包囲を完了。「市民収拾対策委員会」が組織され、軍との交渉を開始したが、抗争隊指導部は軍との妥協に反対し、光州市民側にも「事態収拾派」と「抗戦派」の意見の対立が現れ始める。市民に、更なる抗争を恐れた離脱者が出始める。
- 5月23日、5万名の市民大会開催。
- 5月24日、数万名の第2次市民大会、雨の中で開催。
- 5月25日、5万名の第三次市民大会開催。「光州民主民衆抗争指導部」が抗戦派を中心に結成され、「金大中の釈放」「戒厳令撤廃」を要求し、最後まで戦うことを決議。
- 5月26日、陸軍部隊が戦車で市内に侵入開始。
- 5月27日、数千名の部隊が戦車とともに市中心部に進出して、市内全域を制圧。抗争派を中心に、市民に多数の死傷者が出る。
- 5月28日、何人もの市民が逮捕・拘留される。
- 9月17日、普通軍法会議にて金大中に、内乱予備罪・陰謀罪・反共法違反・国家一級保安法違反を理由とする死刑判決が言い渡された[36]（後に無期懲役に減刑）。

## 死者・負傷者・行方不明者
1980年発表
当初の政府の発表では、死亡者数は170人（民間人144人・軍人22人・警察官4人）、負傷者数は380名であった（1980年5月31日・戒厳司令部発表）。
5.18記念財団で支給した補償金の内訳を示す。
| 分類     | 申請者数 | 取下げ者 | 棄却数 | 認定数 | 支給額 （百万ウォン） | 備考 （重複人員） |
| -------- | -------- | -------- | ------ | ------ | --------------------- | ----------------- |
| 合計     | 7,716    | 130      | 2,526  | 5,060  | 229,732               | (698)             |
| 死亡     | 240      | 16       | 70     | 154    | 17,042                |                   |
| 行方不明 | 409      | 18       | 317    | 70     | 9,048                 |                   |
| 負傷     | 5,019    | 50       | 1,761  | 3,028  | 172,775               | (12)              |
| その他   | 2,052    | 48       | 378    | 1,628  | 30,867                | (686)             |

2001年発表
2001年までに韓国政府が確認した光州事件での犠牲者は以下のとおり。死者195人（民間人168人、軍人23人、警察4人）。負傷者4782人。行方不明者406人。
2024年発表
特別法により2020年に設置された公的な独立調査委員会である「5･18民主化運動真相究明調査委員会」は、民間人死者166人、死者・行方不明者は少なくとも約240人との報告書を出した。

## 韓国における名称の変遷
事件当時、国軍は、光州暴動 (광주폭동) と呼称し、その後、政府・与党側は、光州事態 (광주사태)、光州事件 (광주사건)、野党側は、光州抗爭 (광주항쟁)、光州民衆抗爭 (광주민중항쟁)、光州義擧 (광주의거) などと呼称した。1988年以降、光州民主化運動 (광주민주화운동) という名称が定着した。1988年、盧泰愚が大統領に当選した後に設置した民主和合推進委員会は「光州事態」を民主化運動として再定義し、（5.18）光州民主化運動と呼び改めることを提案した。そして1995年、金泳三政権で「5.18民主化運動に関する特別法」(ko) が成立して公文書でも広く使われるようになり、現在に至っている。光州民主化運動という表現に拒否感を持つ一部の極右層では、今日でも光州事態と呼ばれる場合があるが、左右問わず排除される傾向にある。韓国国内では「5.18光州民主化運動」や「5.18」と表現される場合もある。

## 北朝鮮における名称
北朝鮮では、光州事件を軍事ファッショ集団の圧政に反対する人民抗争であるとの観点から「光州人民蜂起」（광주인민봉기）と呼ばれる。朝鮮の声放送では「光州大虐殺」という呼称も用いられている。

## 事件発端についての議論
1980年5月21日に、全南道庁の前で戒厳軍による集団発砲を含む事件が発生し、61名の民間人が命を落としたのは事実だが、その経緯や犠牲者の死亡要因については不明な点が多い。
なお後述の通り、現在光州事件に対して、歪曲、捏造したり、虚偽事実の流布は、処罰の対象となっている。

### 北朝鮮関与説
事件の発端となったデモが純粋な市民運動でなく、北朝鮮やそのシンパが起こしたものであると主張する意見が時々提起されるが、主張の根拠が弱く、2020年代基準では右派政党からも排斥されている。
北朝鮮関与説を主張する論客は池萬元だが、彼が5.18に投入された北朝鮮軍だと主張する写真の中の人物（いわゆる北朝鮮光水）が今も韓国にまだ生きているからだ。光州で北朝鮮軍だと主張した写真の中の人物たちは大多数が当時光州市民であり、作戦後に北朝鮮に復帰した人々の写真だと主張した人物の中では北朝鮮を嫌悪し、脱北した脱北者たちも多数混ざっている。この中には脱北した黄長燁も含まれている。北朝鮮最高位層だった挨拶が当時光州に来たという主張をしているのだ。その他主張するリストを見ると写真だけを見ても他人であることが分かり、1980年当時4歳の子供だった脱北者、北朝鮮収容所に閉じ込められ、拷問されていた脱北者までリストに入っている。このように無理な主張をしてみると、脱北者団体までも2019年池萬元を名誉毀損で裁判所に告訴した。
2006年に朝鮮日報は、大隊規模の北朝鮮軍が潜入して光州事件の戦闘に参加していたとする北朝鮮の元軍人の証言を報じた。これに対し、光州事件の関連団体は、元軍人らの証言や証拠に対して反論した。
元韓国陸軍大佐の池萬元は自著で、光州事件は金大中が起こした内乱事件であるとした1980年の判決に同意した上で、事件について金大中が起こしたもので北朝鮮特殊部隊の工作だったと主張。2008年に市民団体から名誉棄損で訴えられたが、2012年12月、韓国最高裁判所は「5・18民主化運動はすでに法的・歴史的評価が確立されているため、池の著作によって5・18民主化運動やその功労者・参加者に対する社会的評価が根本的に変わる可能性があるとは考え難いという点などに照らせば、著作物が5・18民主化運動の功労者など個々人の名誉を毀損するに至ったとは見られない」として池を無罪とした1審と2審の判決を支持する判決を下し、池の無罪が確定した。櫻井よしこは、この裁判により光州事件が北朝鮮特殊部隊の工作だったという主張は正しいと認められた、としているが、判決は池の主張を事実と認定したものではない。さらに、映画『タクシー運転手 約束は海を越えて』主人公のモデルとして知られる金砂福（キム・サボク）など、5・18民主化運動に参加した市民は北朝鮮の特殊部隊だと名指しして名誉を毀損したことについての別の裁判では、韓国最高裁判所第3部（主審ノ・ジョンヒ大法官）が2023年1月、池に対する懲役2年の実刑判決を確定している。
また、池は事件で殺害された市民の70％は韓国軍が使用していたM16自動小銃ではない銃弾によるものであることから、北朝鮮の特殊部隊に殺害されたものであるとしているが、1995年に国防部が行った事件の再調査では、カービン銃による死者が多いとした1980年の調査は誤りで、犠牲者の大部分は韓国軍のM16ライフルであるとの調査結果を発表しており、主張には矛盾が生じている。
2013年5月9日、ソウル中央地方法院（朝鮮語版）は、金大中前大統領が北朝鮮の金日成主席と組んで特殊部隊を送ったとの文を書いた池萬元に対して、死者名誉棄損の罪で有罪を宣告した。そして「脱北者の手記は出所や証言者が不明瞭で内容が検証されなかったばかりか、金大中と金日成の共謀についての具体的な記述も無く、客観的な根拠もない」と判断した。判決を不服とする池萬元は即日上告するとともに北朝鮮の関与した都市ゲリラ作戦であったとした文章をネットに掲載した。
光州事件当時、現場取材しようとしたことが原因で解職された保守系ジャーナリストの趙甲済は、事件当時の取材と状況判断を基に事件を「反共民主化運動」と評価。その上で一部の右派系から提起された北朝鮮人民軍の介入説に真っ向から反論し、これらの主張に同調する事は左派を利する事になるとの主張をしている。そして1980年の事件直後に行われた戒厳司令部発表、1985年の国防部再調査、1988年の国会聴聞会、1995年～97年の5.18裁判、2012年に国家情報院が行った非公開調査でも北朝鮮が、大隊規模で入ったとの証拠や状況は一度も発見されていないこと。事件におけるデモ隊は反政府的ではあっても親北朝鮮ではなく、「金日成は誤判するな」というスローガンが常にあがっていたことも指摘している。
2013年5月、脱北者の元朝鮮人民軍特殊部隊将校イム・チョンヨンは、韓国のTV朝鮮とチャンネルAの番組にて、600人の北朝鮮ゲリラとともに事件に介入したと主張した。これに対して、ハンギョレ、中央日報はねつ造であるとの立場を取った。民主党は、番組内容の審議を要求し、法的対応も検討するとした。その後、TV朝鮮とチャンネルAは、放送内容が事件関係者・光州市民・視聴者の心情を傷つけたとして、相次いで謝罪放送をおこなった。保守系ジャーナリストである趙甲済も「偶発的に起こった光州事態をチャンスと見て緊急に400人あまりの兵力を動員し、船舶で木浦(モクポ)近隣の海岸まで浸透する作戦を実施できると思いますか?」と介入について反論する文章を自身のホームページに掲載した。また北朝鮮軍出身の複数の脱北者からも、北朝鮮軍介入説については「注目を集めたい脱北者が伝えた荒唐無稽な話だ」「注目を集めたい一部の関係者が誤った発言をして、光州市民達に傷を与えた」と否定する発言をしており、北朝鮮軍出身亡命者の中でも介入説は確立された見解とはされていない
1980年5月の光州事件前後に作成され、2017年1月に機密解除されたCIAの機密文書では、「北朝鮮は韓国の政治不安を口実にしたいかなる軍事行動も取っていない」「金日成は韓国にとって脅威となる北朝鮮の行動が全斗煥を助ける結果になる事を知っている。北朝鮮は韓国の事態に介入しないだろう」と北朝鮮による介入説を明確に否定しており、5・18記念財団のキム・ヤンレ常任理事は「保守団体が主張している5・18北朝鮮介入説を完全に反論できる内容」と文書の意味を強調した。
2019年2月には、国会で「5・18真相究明」という名の公聴会において、保守系野党である自由韓国党の国会議員が、光州事件を「暴動」と規定し、犠牲者を「従北左派が作った怪物」と発言し、遺族団体、市民団体のみならず、与野党国会議員からも批判を受け、謝罪して党懲戒を受ける。
文在寅政権の与党である共に民主党は、光州事件に対して、否定・中傷・歪曲・捏造したり、虚偽事実を流布した者に対して、7年以下の懲役か7000万ウォン以下の罰金に処する「5・18歴史歪曲処罰法」を今国会で制定することを明らかにした。同法案は、先の国会でも発議されたが、廃案になっていた。韓国の国会は、12月9日、野党が反発するなか「5･18歴史歪曲処罰法」を与党単独で強行採決して成立させた。

## 光州事件を題材にした作品
ストーリーに光州事件を取り入れた作品としては、以下のようなものがある。
映画
- 『五月 夢の国（朝鮮語版）』（1989年）[75]
- 『つぼみ』（1996年、日本では映画祭上映のみ）
- 『ペパーミント・キャンディー』（1999年）
- 『なつかしの庭』（2007年）
- 『光州5・18』（2007年）
- 『スカウト（原題：스카우트）』（2007年、日本未公開）
- 『星から来た男』（2008年）
- 『遠くの空』（2010年）
- 『26年』（2012年）
- 『タクシー運転手 約束は海を越えて』（2017年）
- 『あなたのための行進曲（原題：임을 위한 행진곡）』（2018年、日本未公開）
- 『息子の名前で（原題：아들의 이름으로）』（2021年、日本未公開）[76]
- 『1980 僕たちの光州事件』（2024年）

テレビドラマ
- 『砂時計』（1995年、韓国SBS）
- 『第4共和国』（1995年、韓国MBC）
- 『第5共和国』（2005年、韓国MBC）
- 『五月の青春』(2021年、韓国KBS2)

小説・漫画
- 漫画『プルンギル -青の道-』（江戸川啓視原作、クォン・カヤ作画、2002年～2003年）
- 小説『ダーク』（桐野夏生、2002年～2006年）
- 小説『少年が来る』（韓江、2014年。日本語訳は2016年）

音楽
- 民衆歌謡『あなたのための行進曲』（白基玩作詞、キム・ジョンニュル作曲、1981年）
- 『光州1980年5月』（高橋悠治作曲、スライド映像を伴うピアノ曲、1980年）
- 『光州よ、永遠に』（尹伊桑作曲、犠牲者追悼の交響詩、1981年）
- 『光州市街戦』（LIZARD、1980年）
- 『光州City』（白竜、1981年）
- 『Ma City』(BTS(防弾少年団)「화양연화 pt.2」 (花様年華 pt.2)収録、2015年)[77]